# Domenico Vernagalli
Domenico Vernagalli (Buti, 1180 circa – Pisa, 20 aprile 1219) è stato un religioso italiano, dichiarato beato dalla Chiesa cattolica.

## Biografia
Nato da una famiglia benestante, abbandonò le sue ricchezze per entrare a far parte del monastero di San Michele in Borgo a Pisa, diventando sacerdote dell'ordine dei Camaldolesi, intorno al 1204.
Degna di nota è la costruzione avvenuta nel 1218 dello "Spedale dei Trovatelli", un orfanotrofio fortemente voluto da Domenico e collocato nelle adiacenze del suddetto monastero.
Morì il 20 aprile 1219 nel monastero di San Michele in Verruca, sui Monti pisani, venendo poi sepolto in quello di San Michele in Borgo.
Gli è intitolata una via di Pisa.

## Culto
Papa Pio IX ne confermò il culto ab immemorabili nel 1854.